# Bellecour (quartier de Lyon)
Pour les articles homonymes, voir Bellecour.
 (décembre 2023).
Si vous disposez d'ouvrages ou d'articles de référence ou si vous connaissez des sites web de qualité traitant du thème abordé ici, merci de compléter l'article en donnant les références utiles à sa vérifiabilité et en les liant à la section « Notes et références ».
Bellecour est un quartier du 2e arrondissement de la ville de Lyon situé au centre de la Presqu'île. Il s'étend entre la place Bellecour et la place des Jacobins et est délimité par le quartier des Cordeliers au nord et le quartier d'Ainay au sud. Il s'agit d'un quartier vivant composé de nombreux commerces, de restaurants et de bars, de plusieurs cinémas dont un Pathé, de plusieurs chaines de restauration rapide, d'une Fnac, et de plusieurs boutiques de luxe qui sont principalement concentrées dans le Carré d'or (dans la rue Édouard-Herriot).

## Localisation
Situé au cœur de la Presqu'île, le quartier est délimité par la rue Antoine de Saint-Exupéry et la place Antonin-Poncet au sud, les quais Docteur-Gailleton et Jules-Courmont à l'est (côté Rhône), la rue Ferrandière au nord, et les quais Tilsitt et des Célestins à l'ouest (côté Saône). Le quartier du Vieux Lyon, séparé de Bellecour par la Saône, est accessible par le pont Bonaparte et la passerelle du Palais de Justice.

## Description
Le quartier de Bellecour et son immense place constituent le cœur de Lyon depuis le XVIIe siècle, époque à laquelle le centre de la ville se déplace de la rive droite de la Saône (quartier Saint-Jean) vers le centre de la Presqu'île, après les aménagements des rives de Saône et surtout des berges du Rhône qui évitent que la Presqu'île soit trop souvent inondée.
Aujourd'hui, le quartier de Bellecour regroupe l’ensemble des places Bellecour et Poncet, les Célestins et le théâtre du même nom, les Jacobins, la rue de la République, l’Hôtel-Dieu, le quartier Grolée, la rue Mercière et une partie des quais de la rive gauche de Saône et de la rive droite du Rhône. C’est une des plus belles parties des Lyon des XVIIIe et XIXe siècles.
Cette partie de la Presqu’île rassemble un bâti médiéval et Renaissance (rue Mercière par exemple) et de grandes réalisations des XVIIIe et XIXe siècles ainsi que des immeubles du XXe siècle. C’est pendant le Second Empire et le début de la Troisième République que la forme actuelle de la Presqu’Île a été finalisée. Le percement des rues Impériale et de l’Impératrice (désormais rues de la République et Édouard-Herriot) ont remodelé totalement l’urbanisme en correspondance avec les valeurs d’ordre, de travail et d’hygiène de l’époque.
Bellecour constitue, avec les quartiers des Terreaux, des Cordeliers, des Chartreux et d'Ainay, le centre-ville de Lyon.

## Histoire du quartier
Durant le 19° siècle, le quartier Bellecour est celui des familles nobles et rentières. Lieu de l'élite, où s'installent les simples notables qui parviennent à faire fortune, sa sociologie reste stable tout au long du siècle.

## Lieux et monuments

### Place Bellecour
Située à la limite sud du quartier de Bellecour, la place Bellecour est la place la plus importante de Lyon et la cinquième plus grande place de France avec une taille de 310 par 200 mètres, soit environ 62 000 m2. Ses dimensions dépassent celles de la place de la Constitution de Mexico (230 par 192 mètres) et celles de la place Rouge de Moscou (330 par 70 mètres). C'est également la place piétonne la plus grande d'Europe, les véhicules circulent autour de la place. Au centre de la place se trouve statue équestre de Louis XIV. Côté ouest, une statue de Saint-Exupéry assis devant le Petit Prince a été posée en 2000 pour le centenaire de la naissance de l'aviateur et écrivain lyonnais.
Cette place est située entre le Rhône et la Saône et dans le deuxième arrondissement de Lyon. Elle constitue le point kilométrique zéro : toutes les distances sont comptées à partir de ce point. Elle se trouve également à une altitude de référence pour la ville, soit 170 mètres. De cette place partent trois grands axes majeurs de la Presqu’Île, dont deux piétonniers : la rue de la République qui mène à l’Hôtel de Ville et à l’Opéra, la rue Victor-Hugo qui mène au quartier de Perrache et la rue du président Édouard-Herriot qui mène à la place des Terreaux.

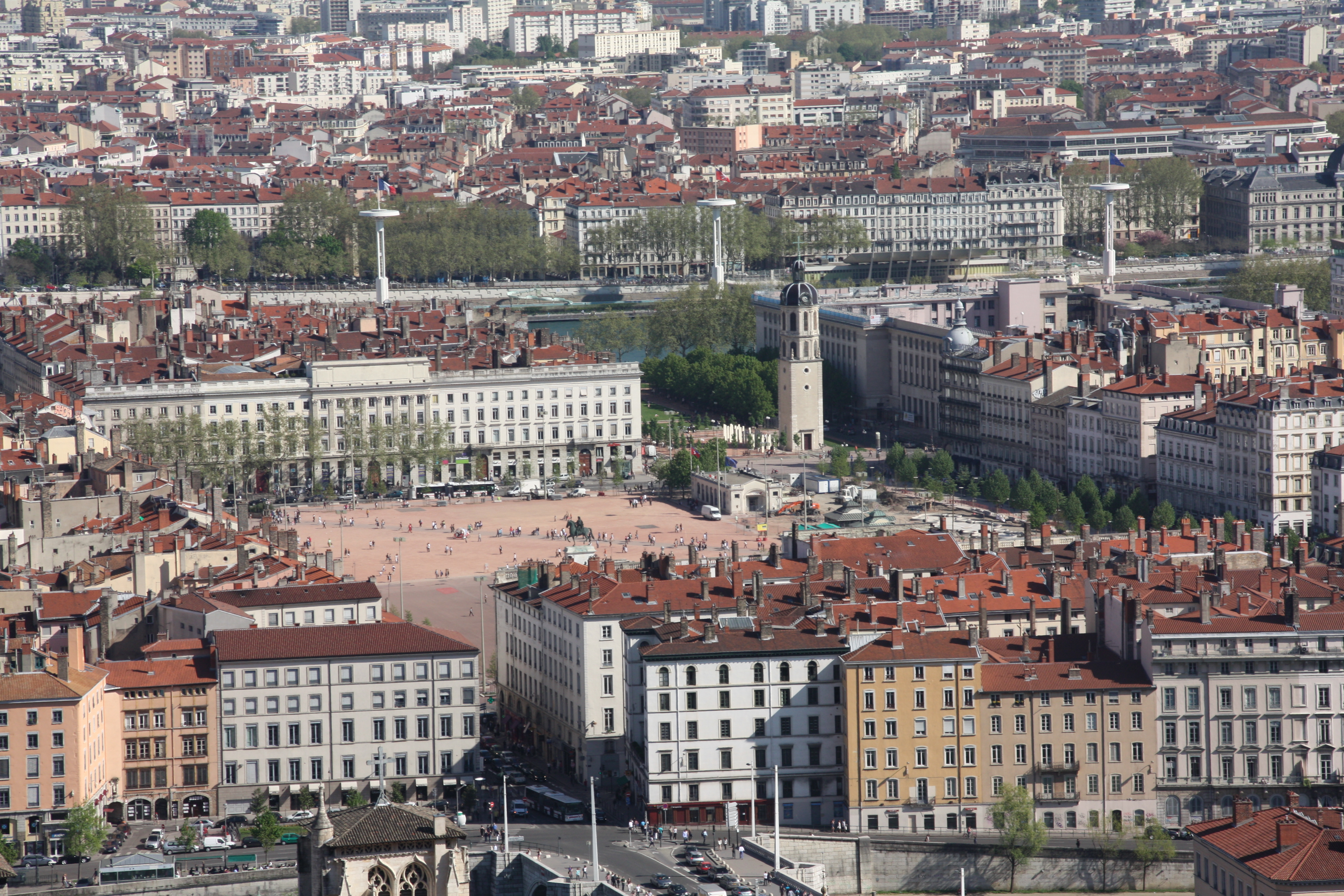
Vue sur la place Bellecour depuis Fourvière.
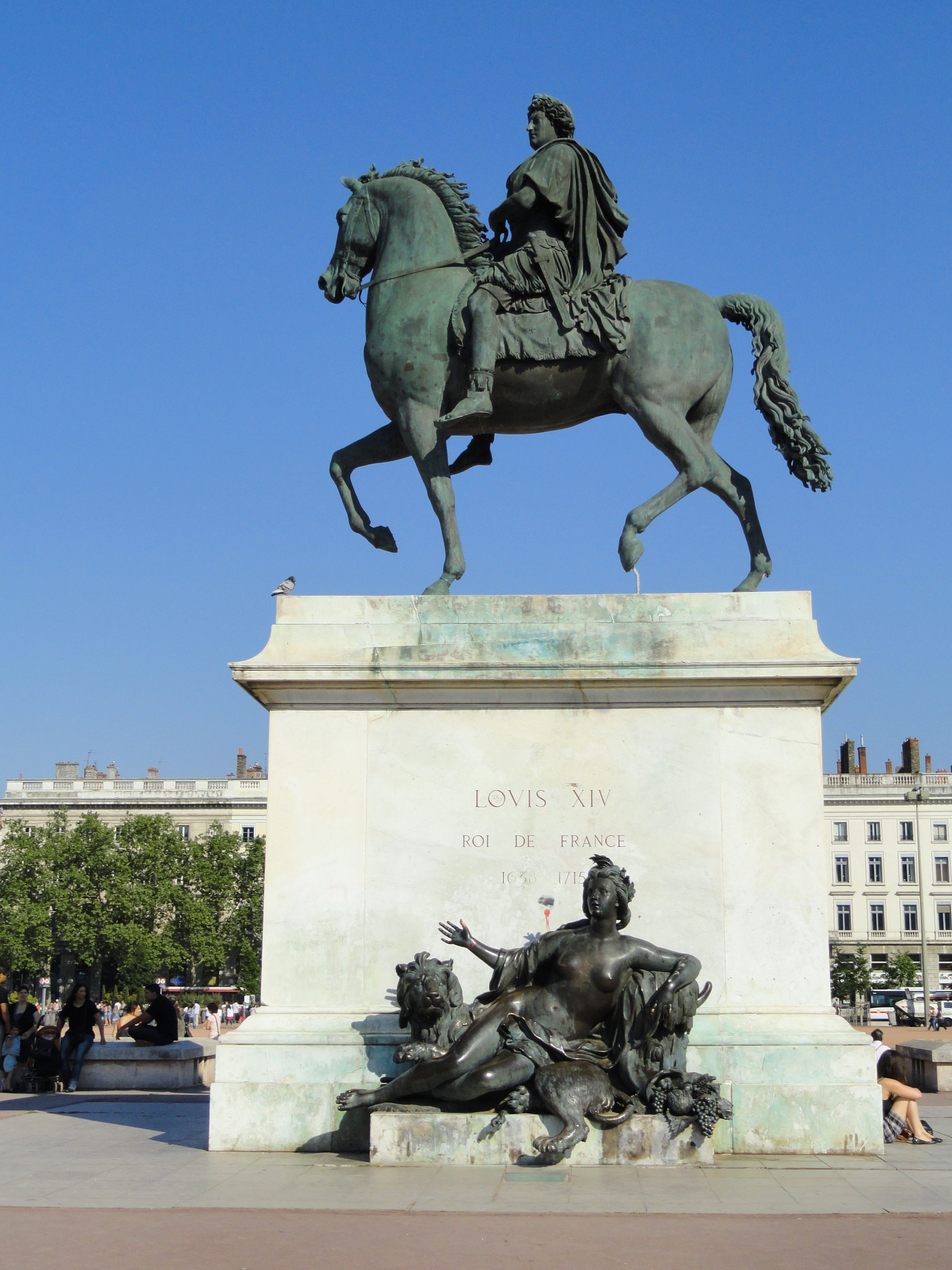
La statue équestre de Louis XIV au centre de la place.
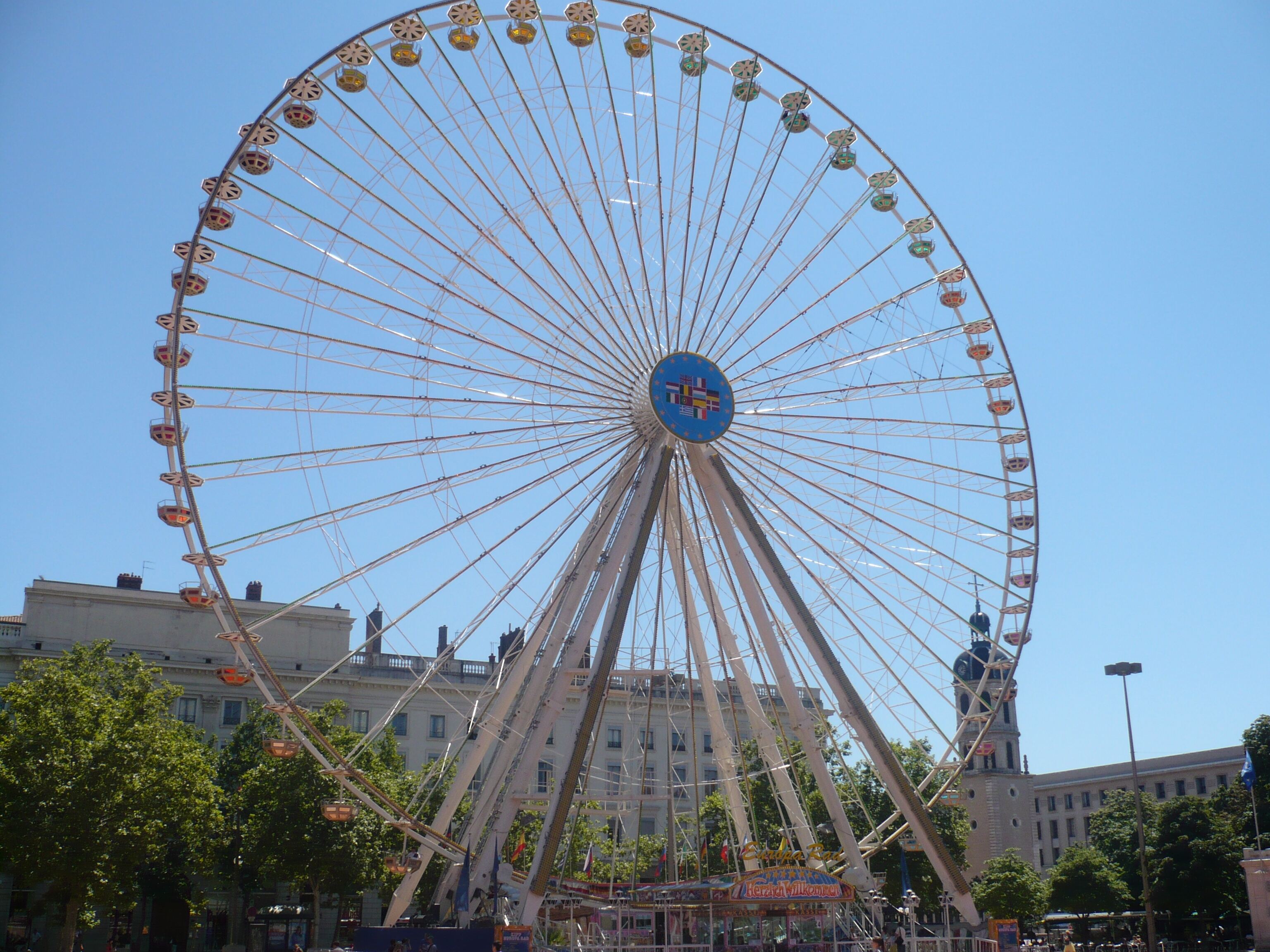
La grande roue.
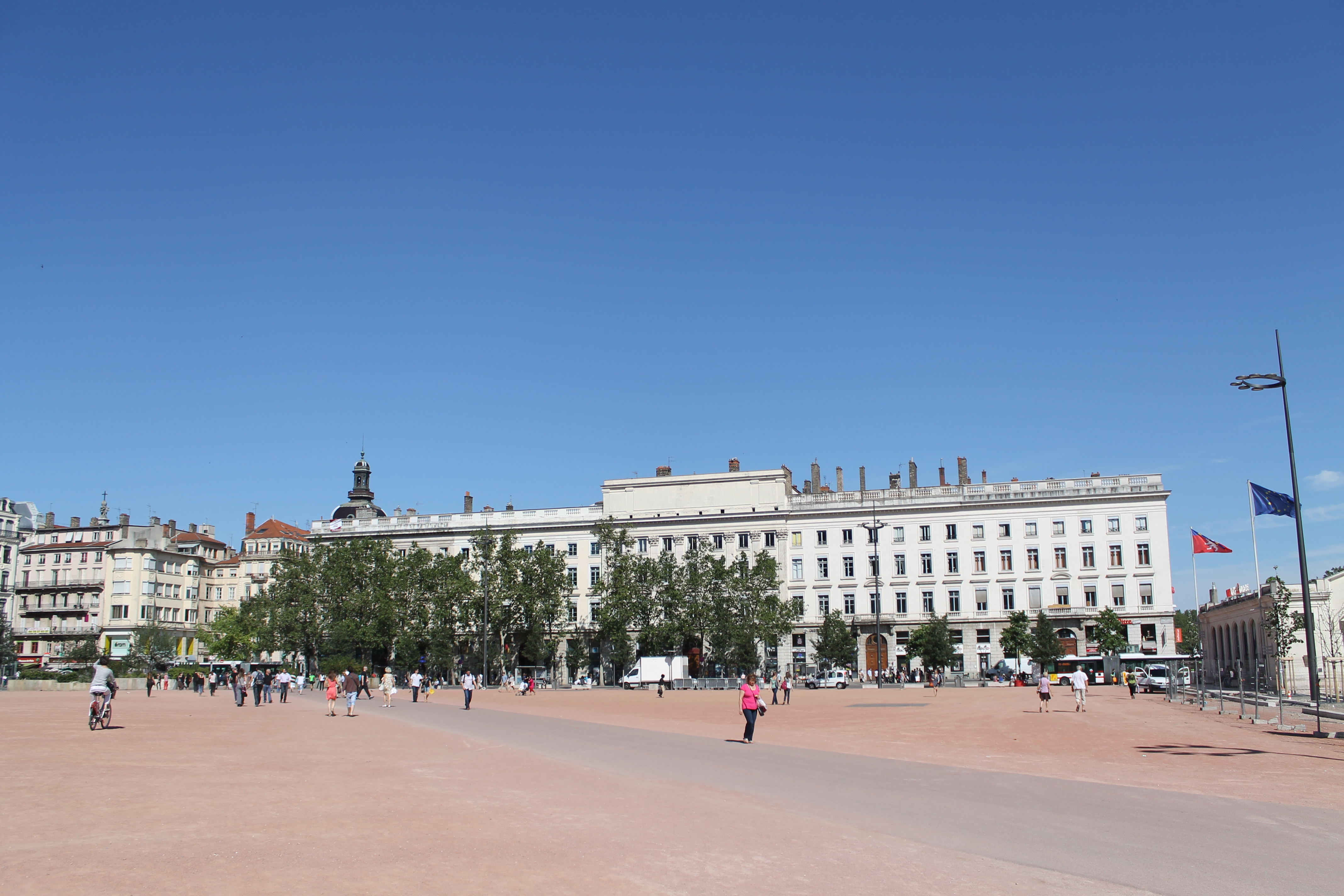
Vue sur la place Bellecour.

### Place des Jacobins
La place est entourée d'immeubles essentiellement de cinq étages datant du milieu du XIXe siècle, plutôt beaux et luxueux. La place des Jacobins est située au cœur de la Presqu'île, dans le nord du quartier de Bellecour, elle est en partie circulaire et ouvre largement sur de nombreuses rues : Gasparin, Émile Zola, Fabre, Port du Temple, de l'ancienne Préfecture, Mercière, de Brest, Herriot, de Tournes, Childebert et à nouveau Herriot vers le sud.
La circulation se fait à l'inverse des aiguilles d'une montre avec une station de taxi autour de la fontaine.
La plus belle pièce de cette place est la fontaine qui en occupe le centre, datée de 1878. Depuis 2004, une plaque indique l’historique de la place. En 2013, la fontaine a été restaurée et le sol réaménagé tout en arrondi avec des bancs et des arbres, dans la foulée, plusieurs façades sont nettoyées.

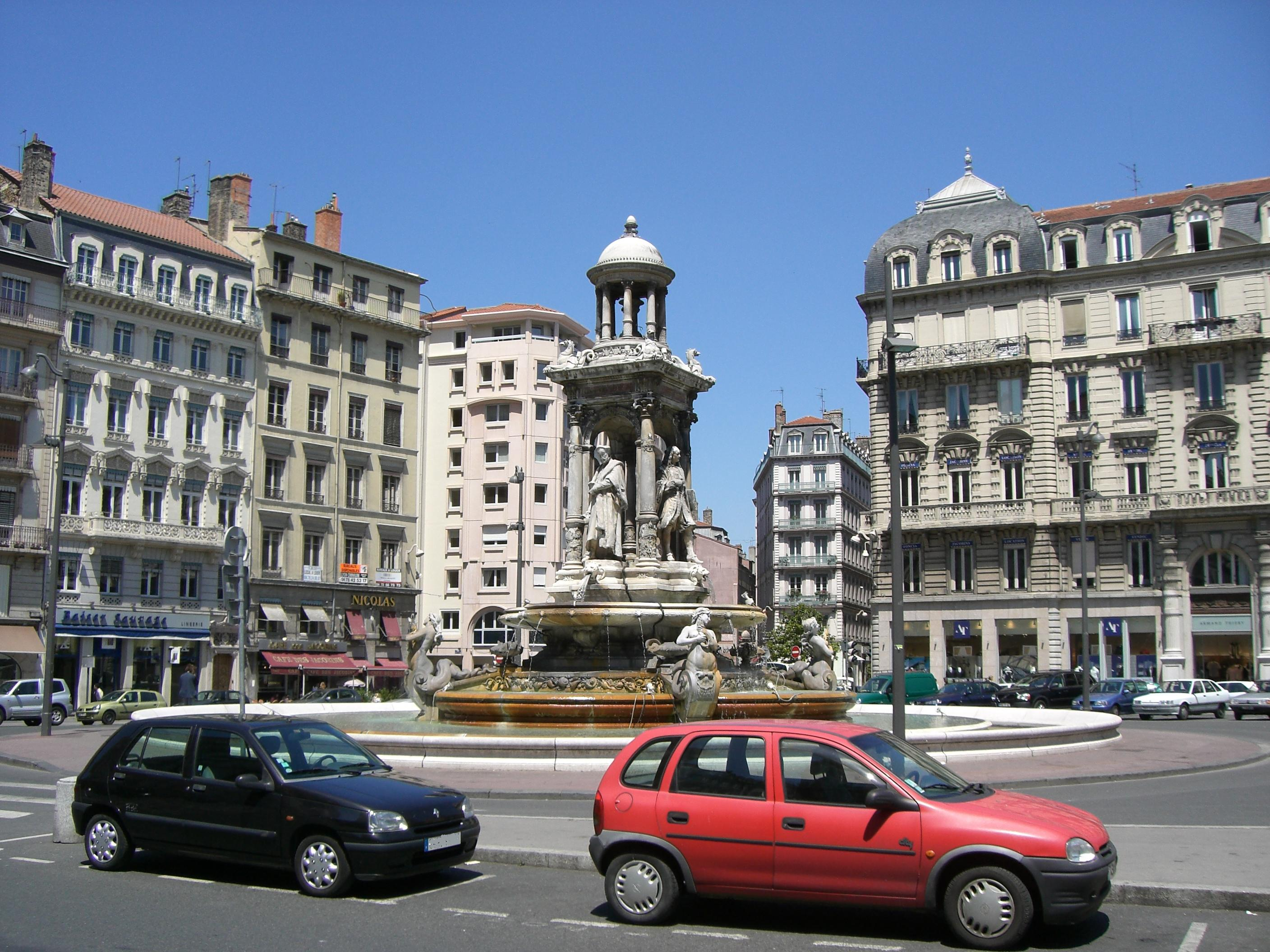
La place des Jacobins et sa fontaine.
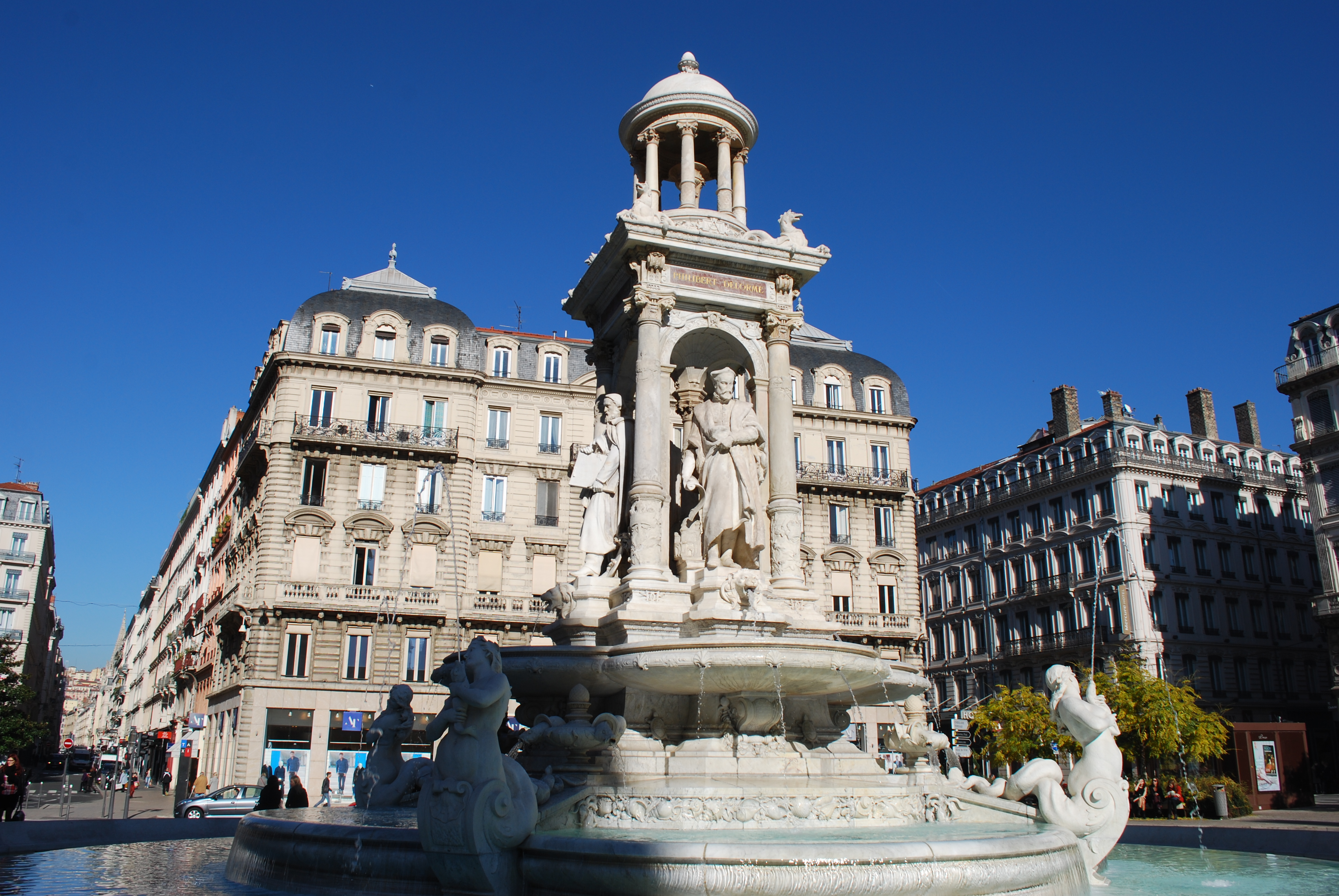
La fontaine des Jacobins, pièce centrale de la place.
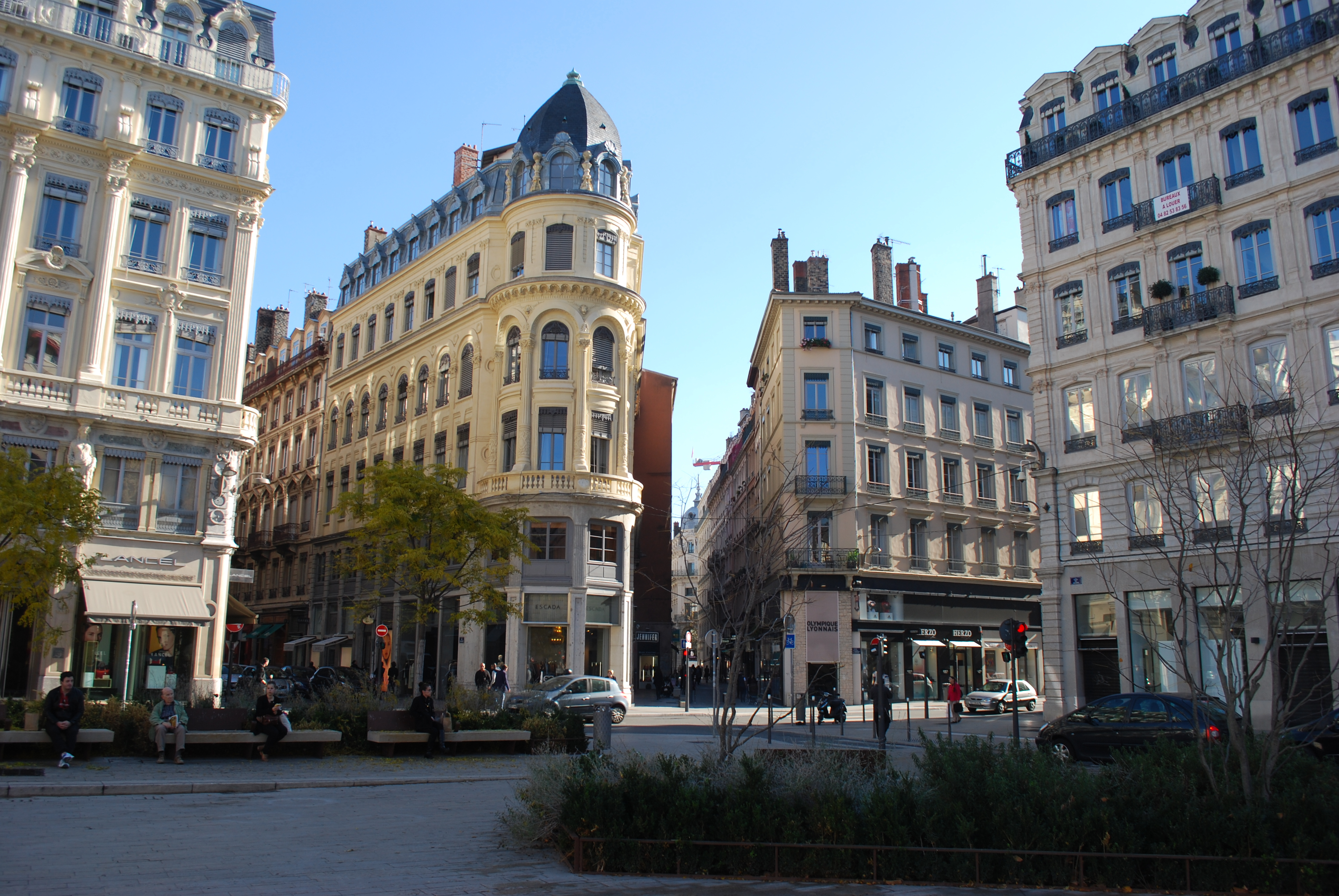
Immeubles entourant la place.
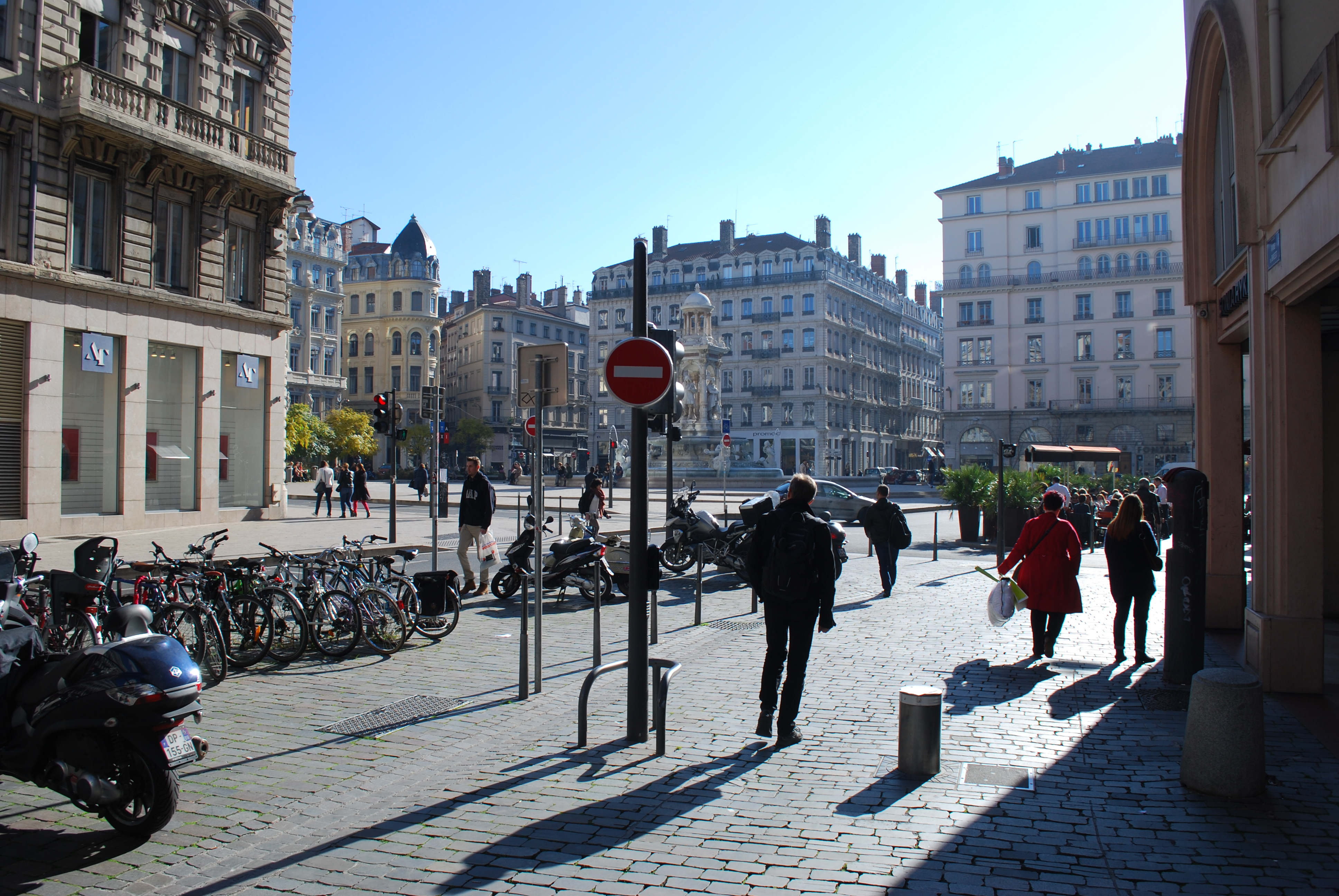
Vue sur la place.

### Hôtel-Dieu

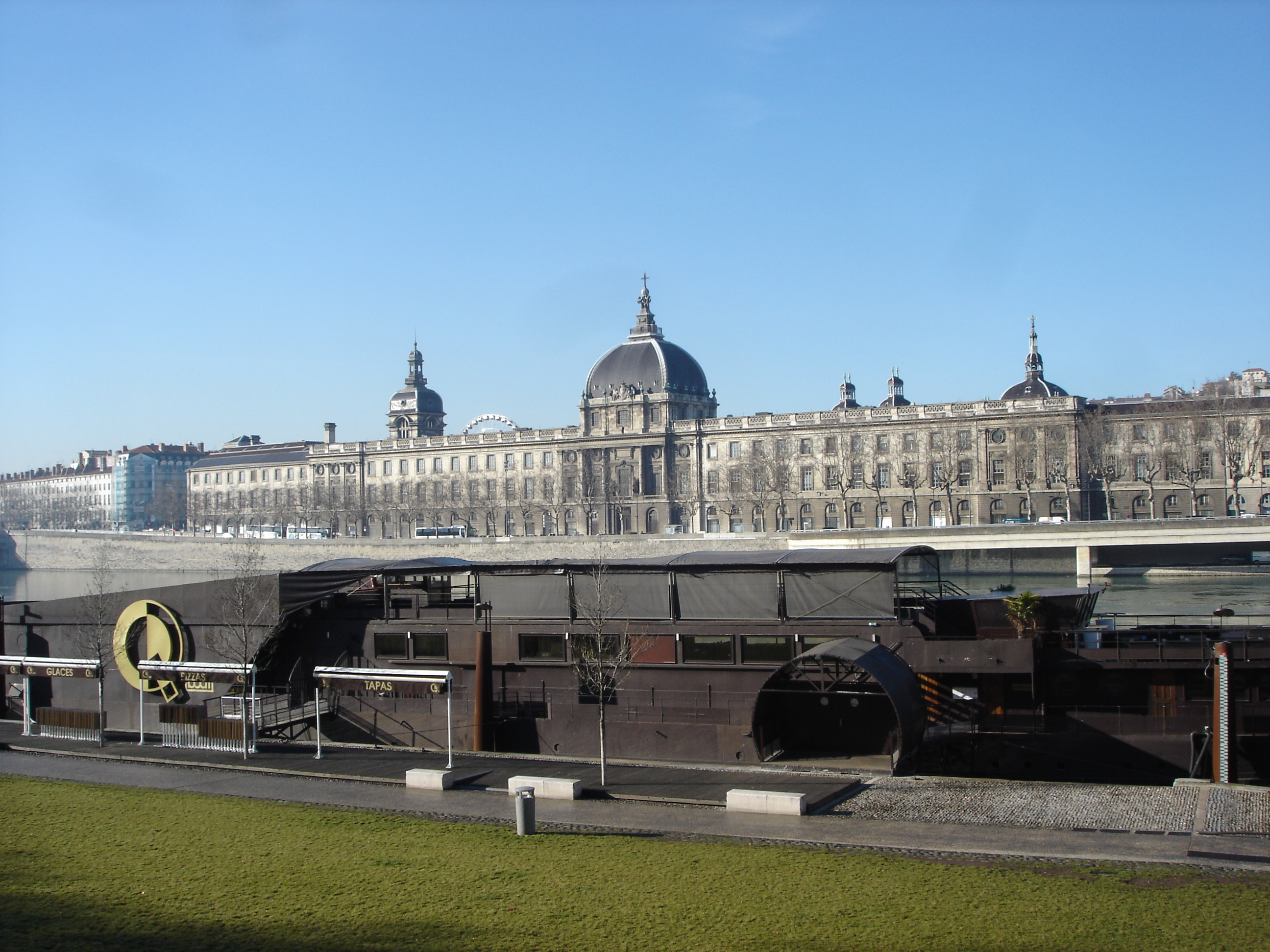
Vue sur l'Hôtel-Dieu.

Il s'agit de l'un des plus grands bâtiments de la Presqu'île. Il est construit en bordure ouest du Rhône. Sa façade est construite sur les plans de Jacques-Germain Soufflot, elle longe le Rhône sur une longueur de 375 m. Si la partie centrale se termine en 1748, il faut attendre le XIXe siècle pour voir l’achèvement des ailes Nord et Sud. Les architectes Durant et Tissot, puis l’architecte des hôpitaux Dubuisson de Christôt termineront cette œuvre, conformément aux plans de Soufflot.
Premier hôpital lyonnais (les premiers bâtiments sont attestés en 1184), l’Hôtel-Dieu, transformé puis reconstruit, est le seul établissement lyonnais qui resta en activité jusqu’à nos jours. Au début du XXIe siècle, l’entretien des bâtiments s’avère trop lourd pour l’organisme chargé de l’hôpital qui, de plus, devient inadapté à l’exercice de la médecine moderne. Les services sont donc transférés dans d’autres hôpitaux du grand Lyon. Le site est fermé et en attente de reconversion. Un projet ambitieux a été retenu et les travaux ont débuté.
En 2007, il a été décidé de transférer ses services dans d'autres établissements afin de pouvoir vendre son bâtiment et son site exceptionnels. De 2010 à 2015, le bâtiment resta désaffecté, et d'importants travaux prévus sur environ trois ans pour une utilisation hôtelière, muséale et également pour accueillir la cité de la gastronomie en 2017. L'ensemble de l’édifice a été classé monument historique par arrêté le 21 novembre 2011,.

## Commerces

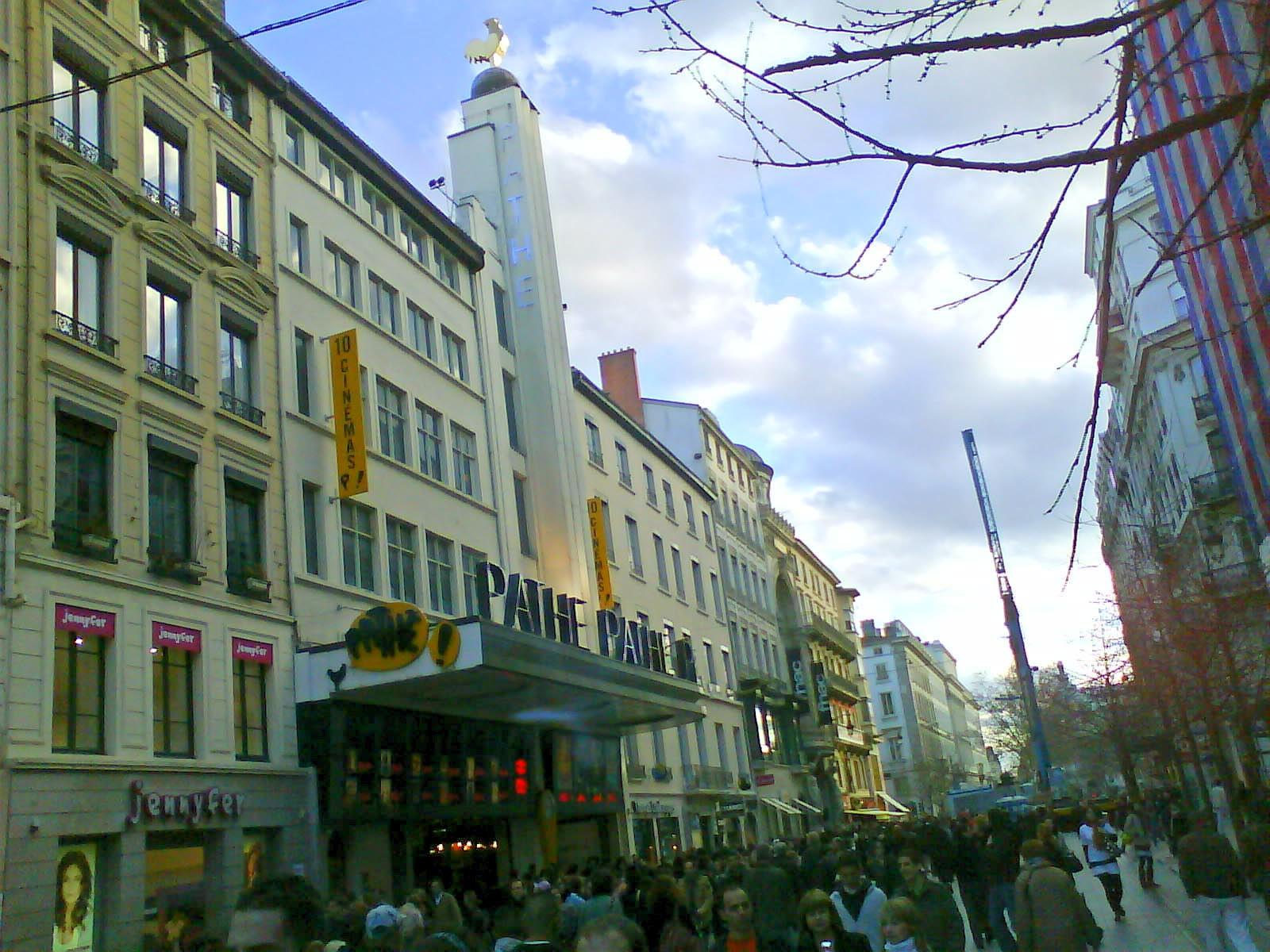
Le Pathé Bellecour, sur la rue de la République.

Le quartier de Bellecour attire les enseignes, parmi lesquelles :
- des boutiques de luxe ;
- des boutiques bon marché, notamment le Bon marché (Prisunic), démoli en 2006, ainsi que des fast-food ;
- des salles de cinéma comme le Pathé Bellecour ;
- des grandes enseignes de la distribution, telles la Fnac et H&M ;
- de nombreux restaurants et cafés.

## Accessibilité
Ce site est desservi par les stations de métro Bellecour (Ligne A et D) au sud, et Cordeliers (Ligne A) au nord.
Par la route le pont de la Guillotière et le pont Wilson sur le Rhône à l'est permettent de joindre le quartier de Bellecour à celui de la Guillotière et au reste du 3e arrondissement. La passerelle du Palais de Justice et le pont Bonaparte joignent Bellecour au quartier du Vieux Lyon.
Enfin, les bus du réseau TCL desservent tout le quartier à travers ses nombreux arrêts répartis sur les points stratégiques de Bellecour.

## Galerie d'images

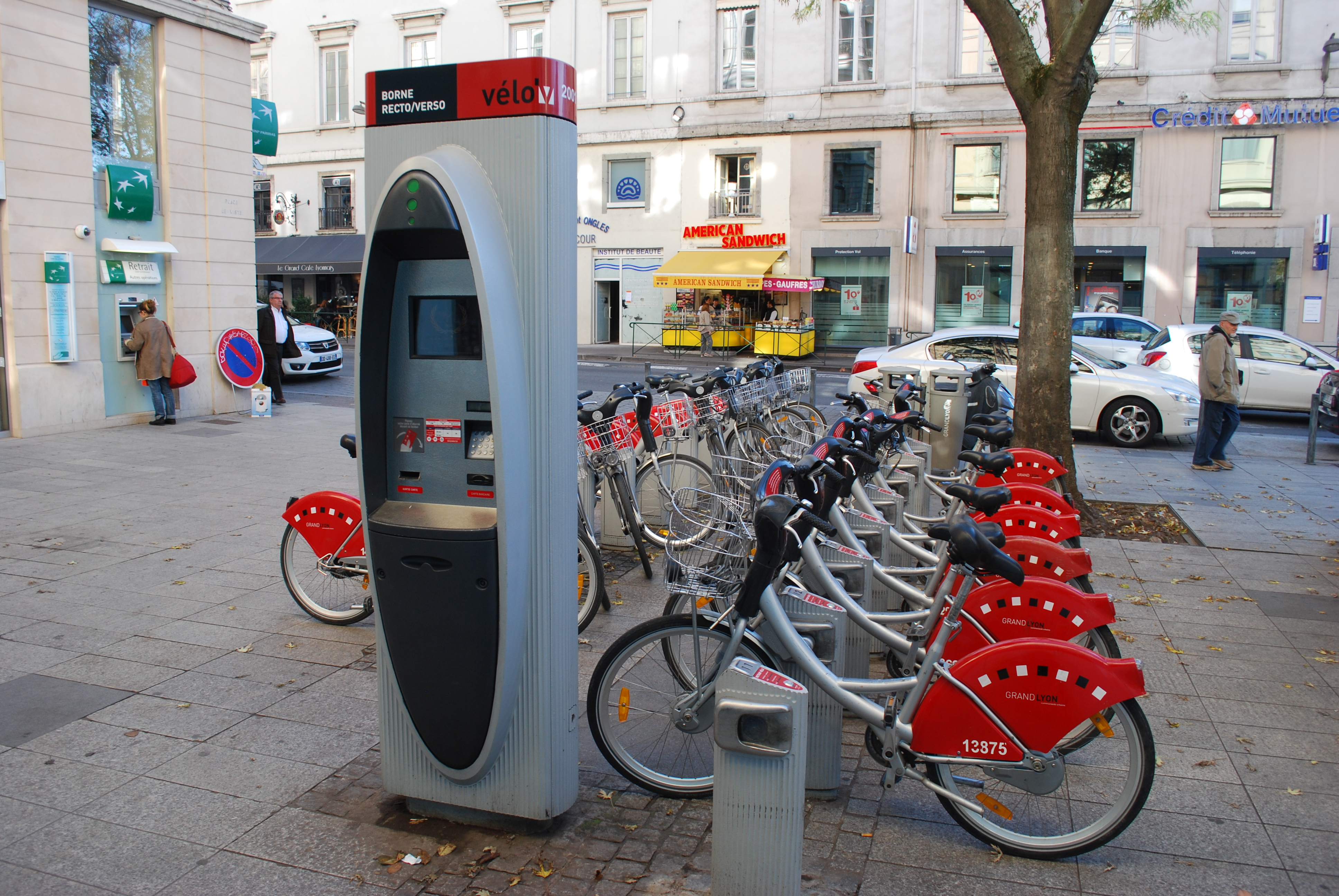
Station Vélo'v de Bellecour-République.
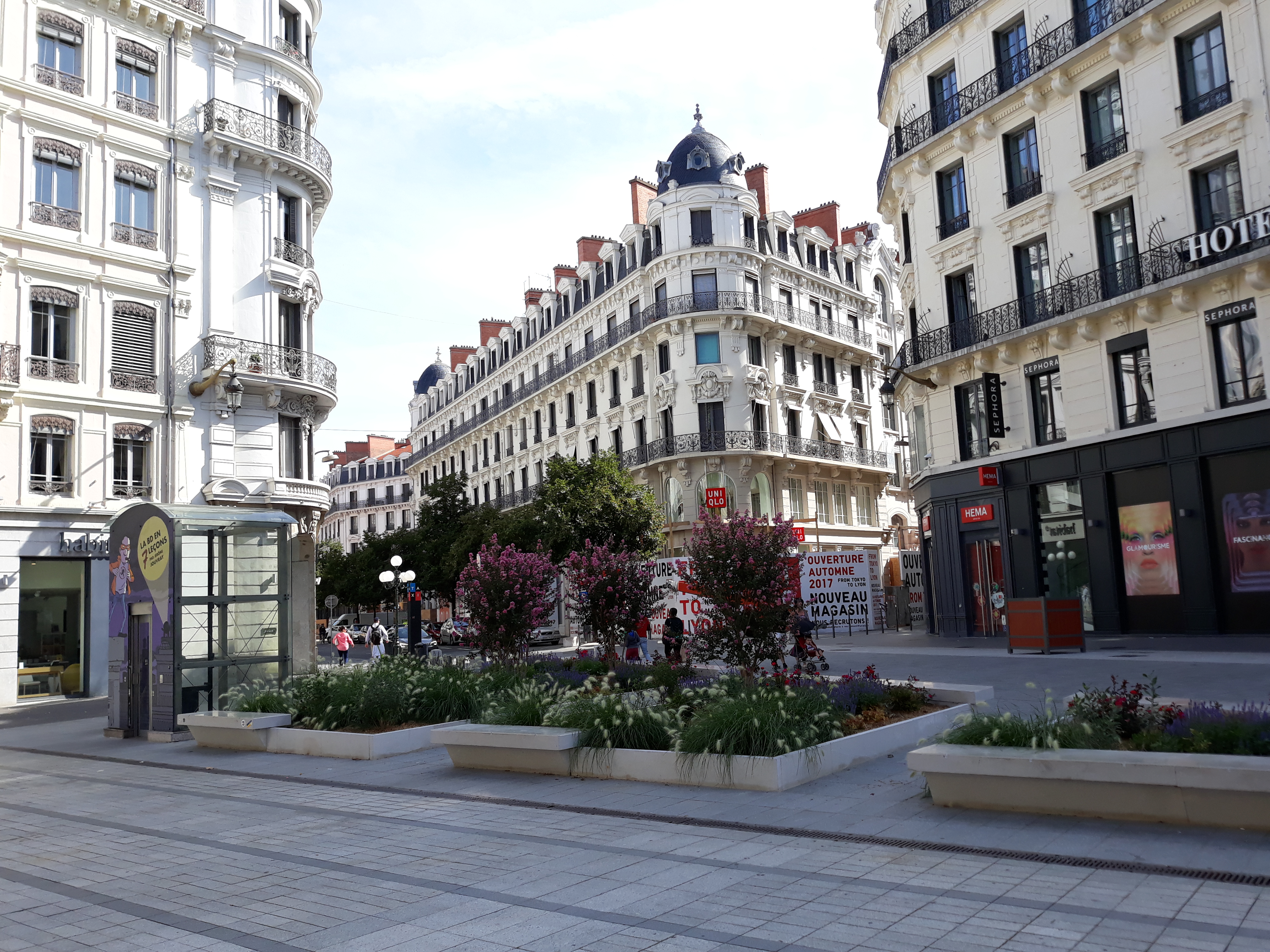
Secteur des Jacobins (dans la partie nord de Bellecour).
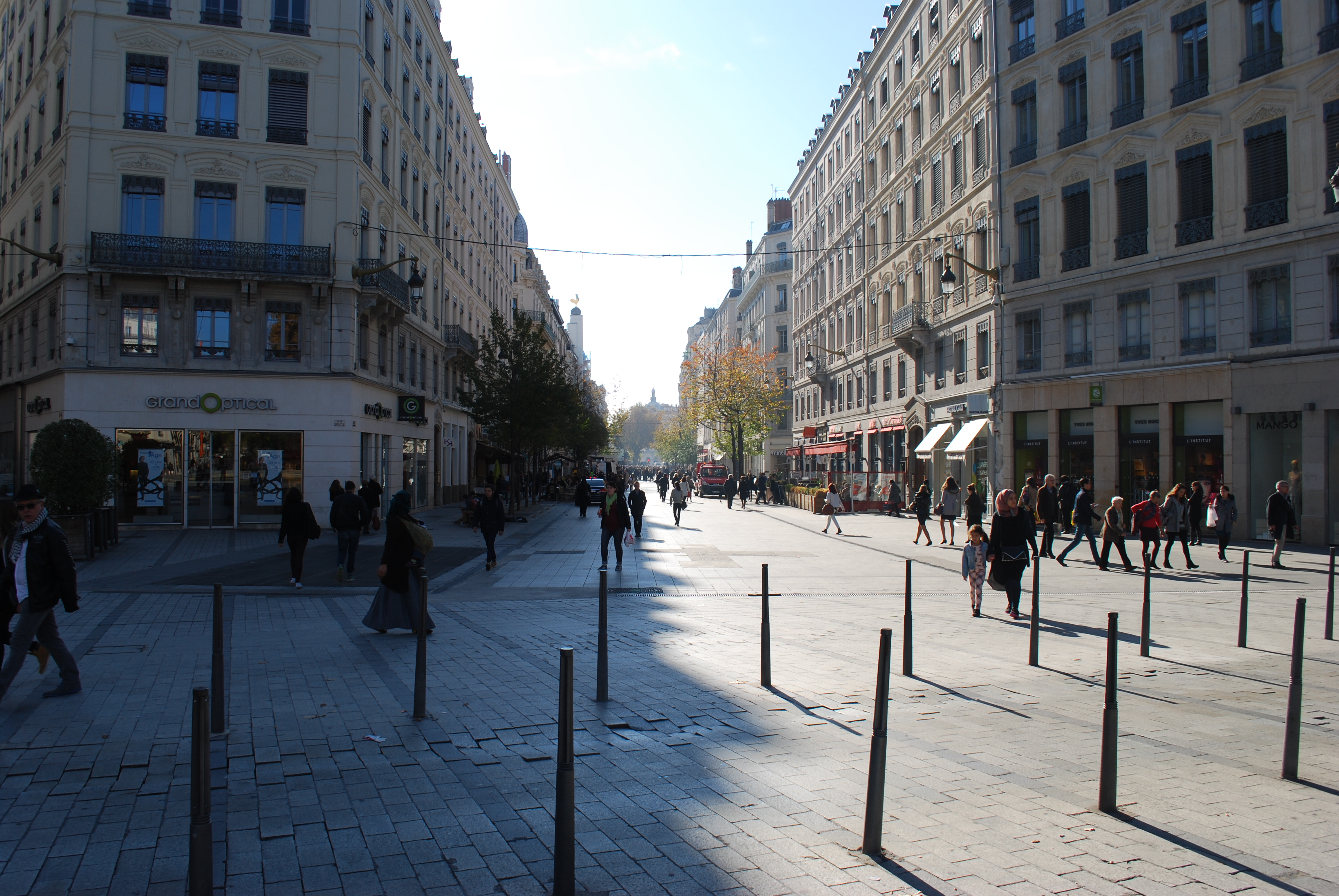
Rue de la République en direction de la place Bellecour.
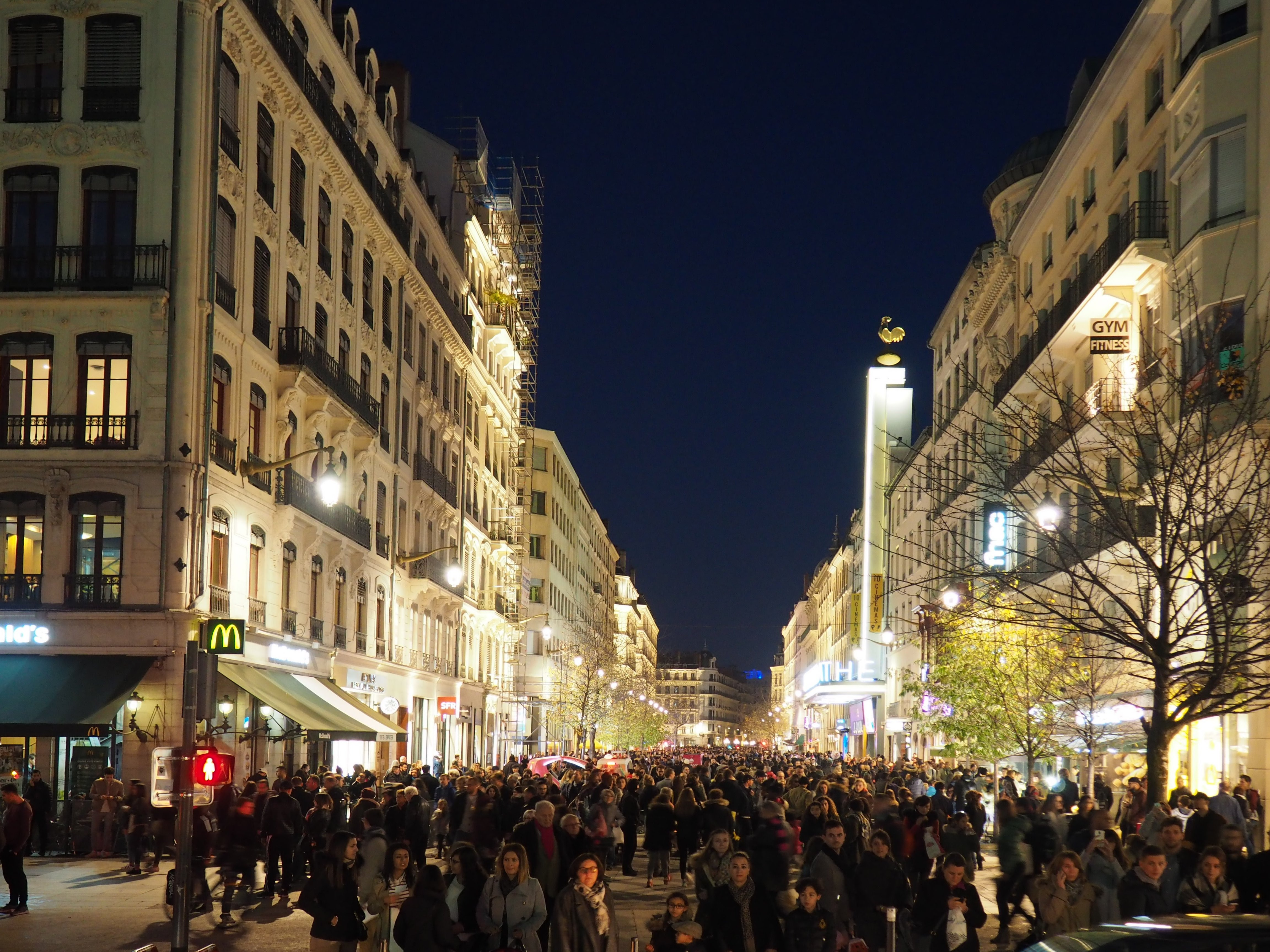
Bellecour lors des illuminations nocturnes.